# Constantino Zaballa
Constantino Zaballa Gutiérrez (Santander, 15 maggio 1978) è un ex ciclista su strada e ciclocrossista spagnolo, professionista dal 2001 al 2014. In carriera vinse una tappa alla Vuelta a España 2004 e la Clásica San Sebastián 2005.

## Carriera
Zaballa passò professionista nel 2001 con la Kelme. Vi rimase fino al 2003, quando si trasferì alla Saunier Duval-Prodir, con la quale vinse una tappa alla Vuelta a España 2004 e la Clásica San Sebastián 2005. Nel 2006, mentre era sotto contratto con la Caisse d'Epargne, fu coinvolto nell'Operación Puerto e sospettato di aver avuto dei contatti con il dottor Fuentes. Poté tuttavia continuare a correre e nel 2007 vinse la Euskal Bizikleta.
Da allora, come altri ciclisti spagnoli coinvolti nell'Operación Puerto, ha corso per alcune stagioni con piccole squadre portoghesi vincendo, nel 2010, la Vuelta a Asturias. Nel 2011 ha vestito la divisa del team Continental italiano Miche-Guerciotti, per poi ritirarsi dall'attività al termine della stagione. Dopo il ritiro, a seguito di una positività all'efedrina riscontrata in un controllo antidoping durante la Vuelta a Asturias 2010, è stato squalificato per nove mesi dall'UCI e privato dei risultati ottenuti dal maggio del 2010.
Scontata la squalifica, ha ripreso a correre nel 2013 con la Christina Watches-Onfone, vincendo due tappe al Tour de Tipaza, corsa a tappe algerina, e la Destination Thy in Danimarca. Ha concluso l'attività professionistica al termine della stagione 2014.

## Palmarès

### Strada
- 2001

1ª tappa Giro del Portogallo
8ª tappa Tour de l'Avenir
- 2004

3ª tappa Vuelta a Aragona
19ª tappa Vuelta a España
- 2005

Classica di San Sebastián
- 2007

3ª tappa Euskal Bizikleta
Classifica generale Euskal Bizikleta
- 2008

3ª tappa GP Internacional Paredes Rota dos Móveis
- 2010

5ª tappa Vuelta a Asturias
Classifica generale Vuelta a Asturias
- 2011

5ª tappa Vuelta a Asturias
- 2013

1ª tappa Tour de Tipaza
Classifica generale Tour de Tipaza
Destination Thy

#### Altri successi
- 2005

Classifica scalatori Volta a la Comunitat Valenciana
- 2011

Classifica a punti Vuelta a Asturias

### Ciclocross
- 2008-2009 (L.A. Aluminios-MSS)

Ciclocross de Medina de Pomar

## Piazzamenti

### Grandi Giri
- Giro d'Italia

2003: 27º
- Tour de France

2002: 116º
2005: ritirato (5ª tappa)
- Vuelta a España

2003: 30º
2004: 30º
2005: 58º

### Competizioni mondiali
- Campionati del mondo su strada

Verona 2004 - In linea: 45º
Madrid 2005 - In linea: 16º
- Campionati del mondo di ciclocross

Hoogerheide 2009 - Elite: 29º
Tábor 2010 - Elite: 46º